# Château de Suzanne
Le château de Suzanne est une propriété privée qui se situe à Suzanne dans le département de la Somme, entre Amiens et Péronne.

## Historique

Histoire du château (Panneau d'informations touristique).

Il existait au Moyen Âge, un château fort qui défendait le passage de la Somme. Ce château fort a aujourd'hui totalement disparu.
Georges de Valpergue, seigneur de Suzanne par son mariage avec Françoise de La Pierre, fit édifier, en brique et pierre, le château actuel en 1619, sur une terrasse dominant les étangs de la Somme. Le château de Suzanne entra dans la famille d'Estourmel par le mariage de la fille de Georges de Valpergue, Louise de Valpergue, avec Louis Ier d'Estourmel en 1625. Louis II, marquis d’Estourmel, fit ajouter les deux ailes à la fin du XVIIe siècle. 
Les Frères Duthoit ont réalisé deux dessins du château de Suzanne : l'un représentant l'entrée, l'autre une fenêtre de la façade sud. 
La puissance politique des Marquis d'Estourmel et la position stratégique du château ont transformé le lieu en un centre d'influence et de pouvoir. De nombreux personnages illustres l'ont fréquenté, dont François de Salignac de La Mothe-Fénelon, dit couramment Fénelon, ou encore le Prince de Condé.
Le Cardinal Ministre de Richelieu y aurait également organisé un rendez-vous secret entre le Roi Louis XIII et sa mère Marie de Médicis afin de tenter de mettre fin à la guerre Mère-Fils néfaste pour la stabilité et la paix du royaume de France. C'est à cette occasion que le jeune Roi Louis XIII se serait inspiré de l'architecture des façades et de l'escalier d'honneur du château de Suzanne pour bâtir le pavillon de chasse et l'escalier de la Reine de ce qui deviendra le futur château de Versailles.
Les troupes françaises cantonnèrent dans la cour du château en 1916, au cours de la Grande Guerre.
Le château fut restauré de 1855 à 1861, puis à nouveau après les bombardements de la Grande Guerre. Il est resté en possession de la famille d'Estourmel jusqu'à la fin des années 1970. De 1980 à 1998, il a appartenu à l'imitateur Yves Lecoq, qui l'a restauré, puis à des propriétaires étrangers jusqu'en 2023. Il appartient maintenant à des propriétaires français. Demeure privée, le château ne se visite pas.
Le château est protégé en tant que Monument historique : classement par arrêté du 29 août 1984 pour certaines parties et inscription par arrêté du 29 août 1984 pour d'autres.

### Histoire

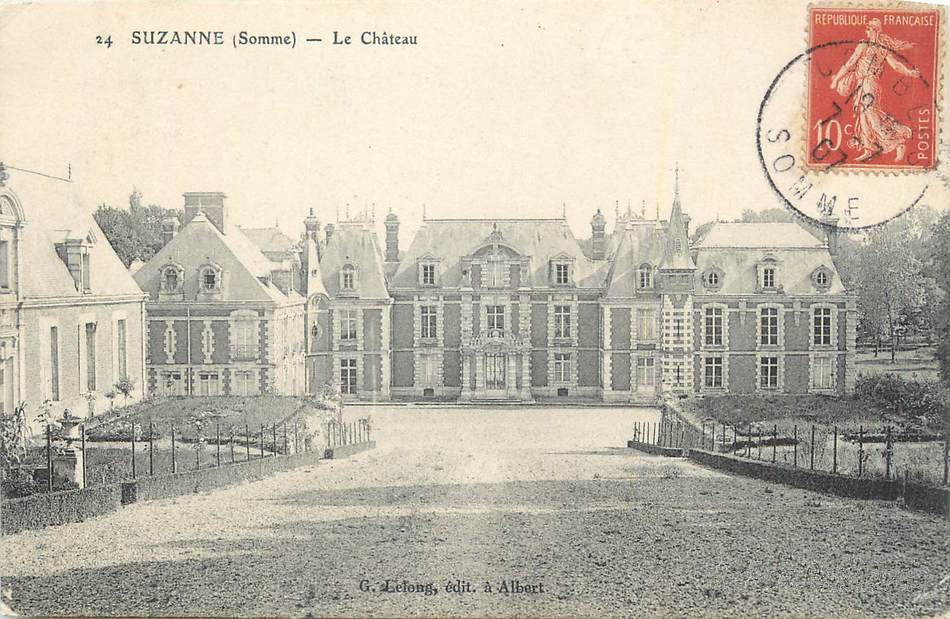
Carte postale du château en 1907.
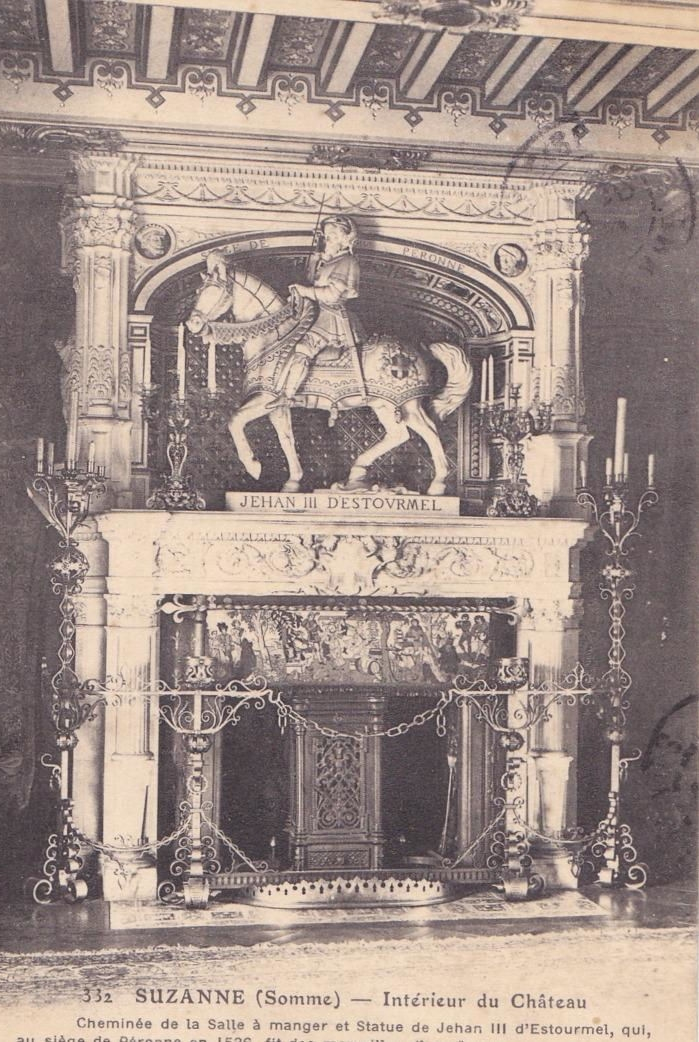
Statue équestre de Jean III d'Estourmel vers 1910.
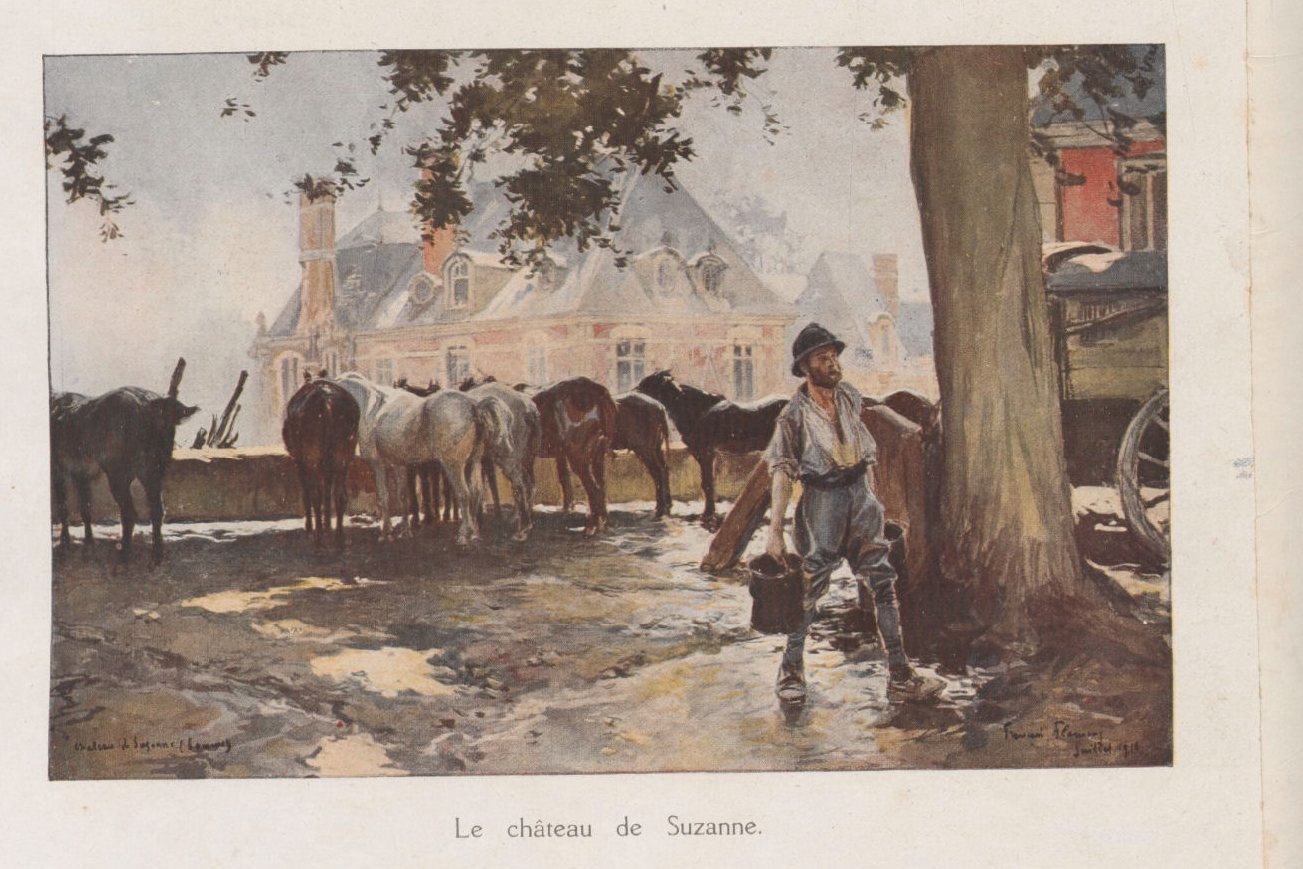
Aquarelle du château qui a servi de refuge aux troupes françaises pendant la Bataille de la Marne en 1916.

## Caractéristiques
Le château de Suzanne est très restauré, et de nombreux détails décoratifs ont été ajoutés après la Grande Guerre. Cependant, les chaînages et les pilastres bagués en bossage, ses frontons à voulûtes affrontées, laissent à penser qu'il est un exemple tardif et rare en Picardie du style maniériste des architectes Androuet du Cerceau
Le château a gardé malgré les restaurations successives :
- au rez-de-chaussée : une salle à manger et un boudoir contigu, la chapelle,
- un escalier majestueux réplique en réduction de l'escalier de la reine à Versailles avec un plafond peint (classement par arrêté du 29 août 1984) ;
- au premier étage : une salle à manger avec une cheminée monumentale, le grand salon (inscription par arrêté du 29 août 1984).

### Parc
Le château a conservé son parc en terrasses, orienté au sud, face à un paysage de rivière et d’étangs. Devant le château allées et pelouses sont ornées d'arbustes taillés à la française. À l'arrière une grande pelouse avec massifs de fleurs ouvre sur les étangs et les côtés sont boisés.

### Galerie

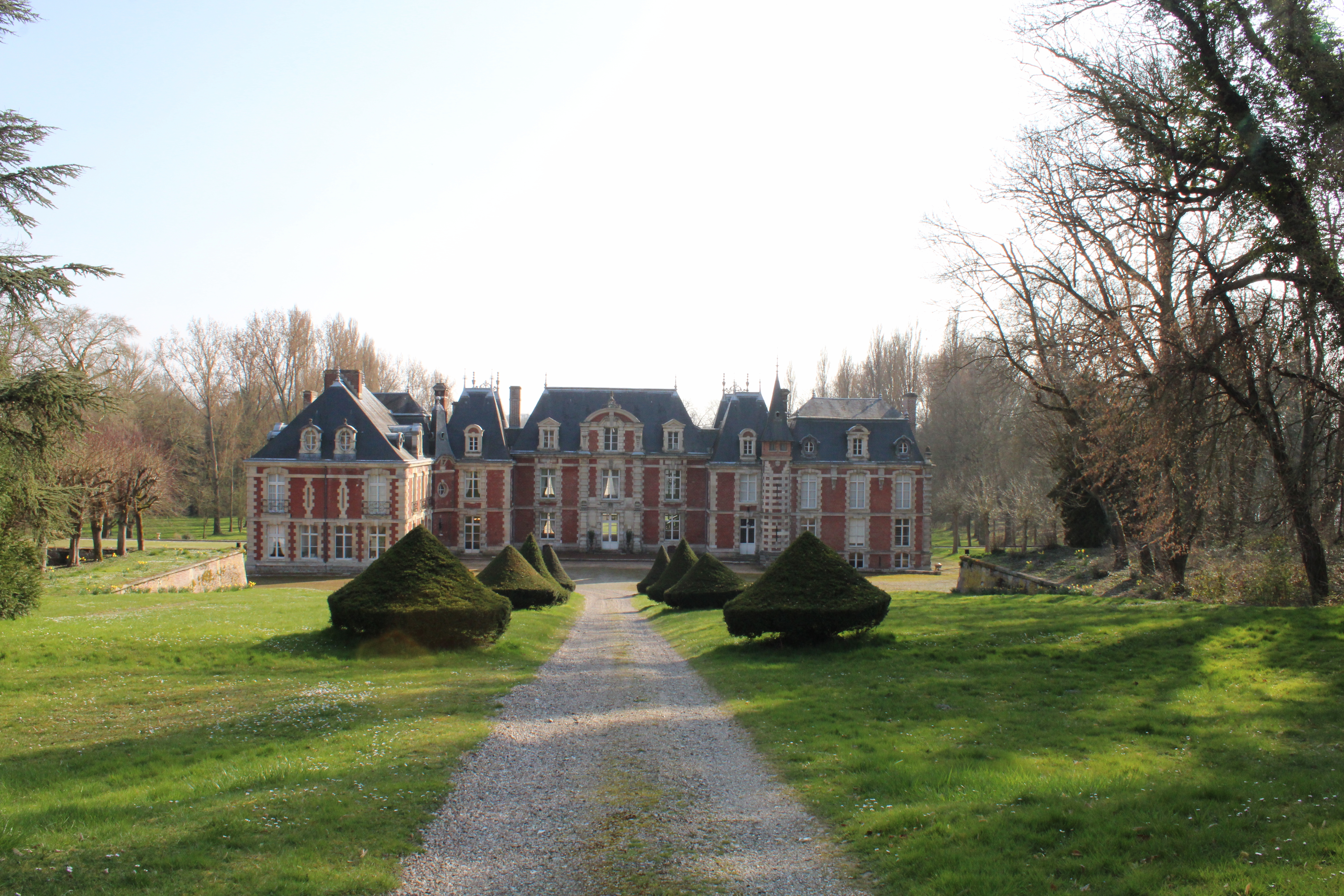
Façade du château.
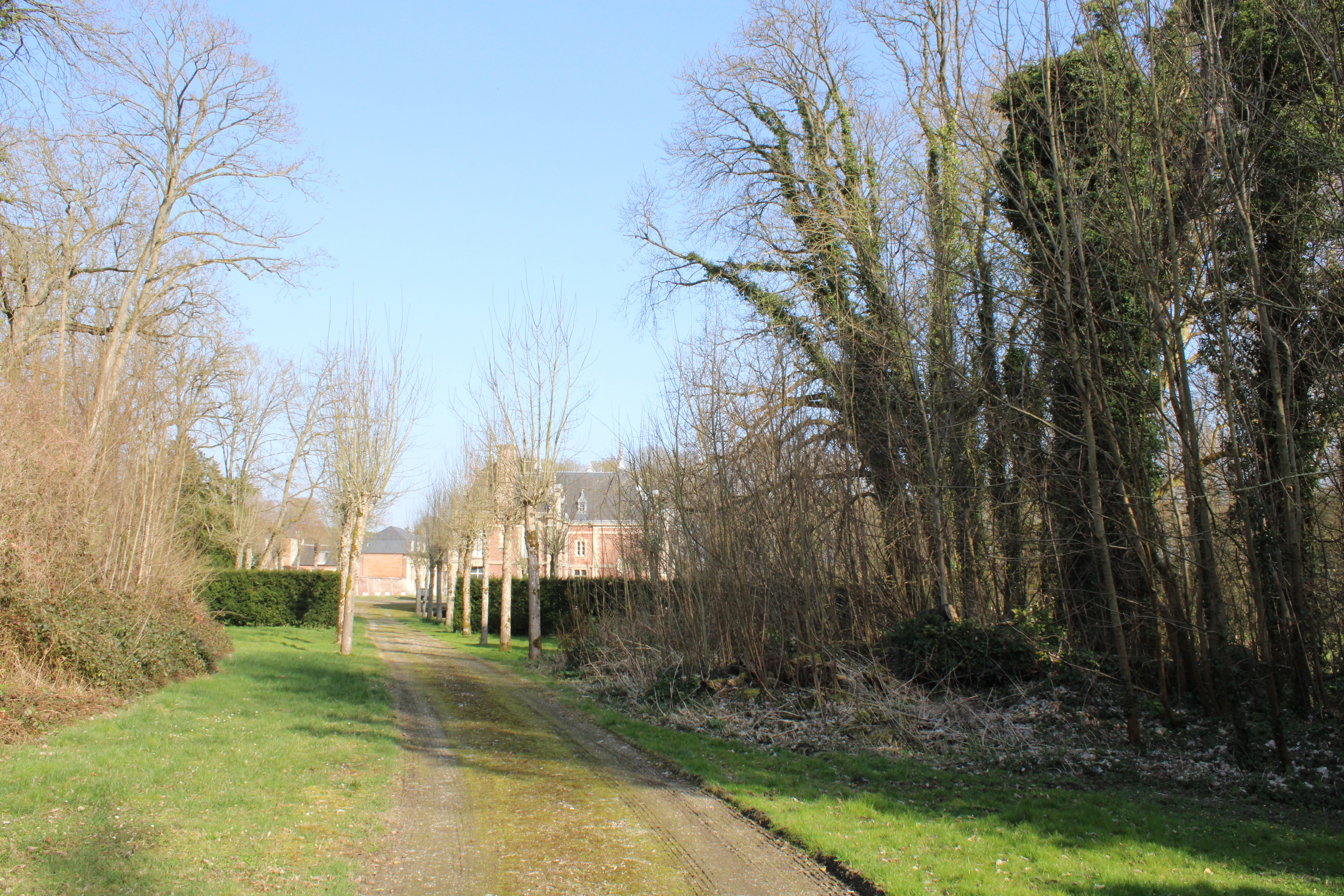
Arrière du château.
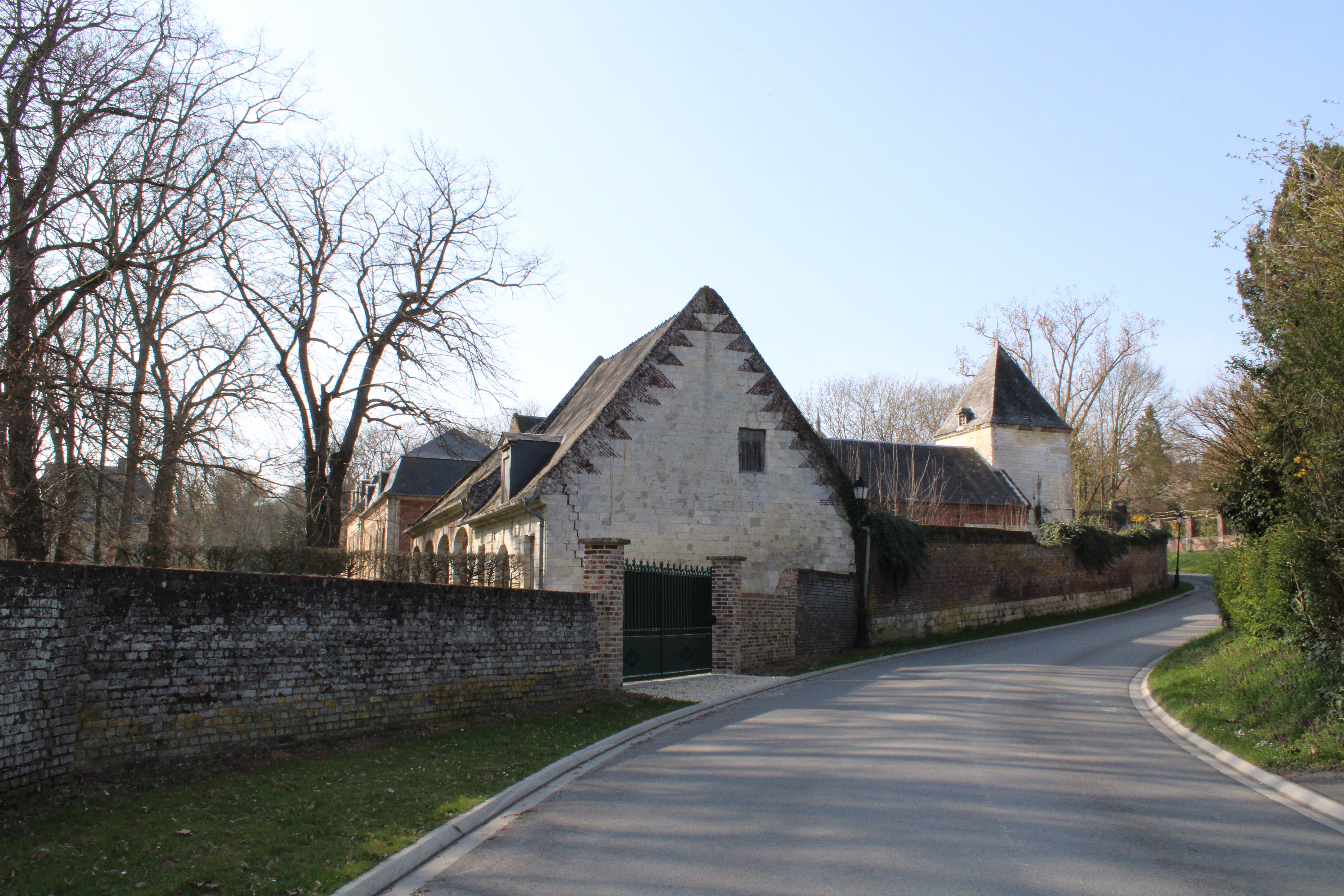
Les communs du château.
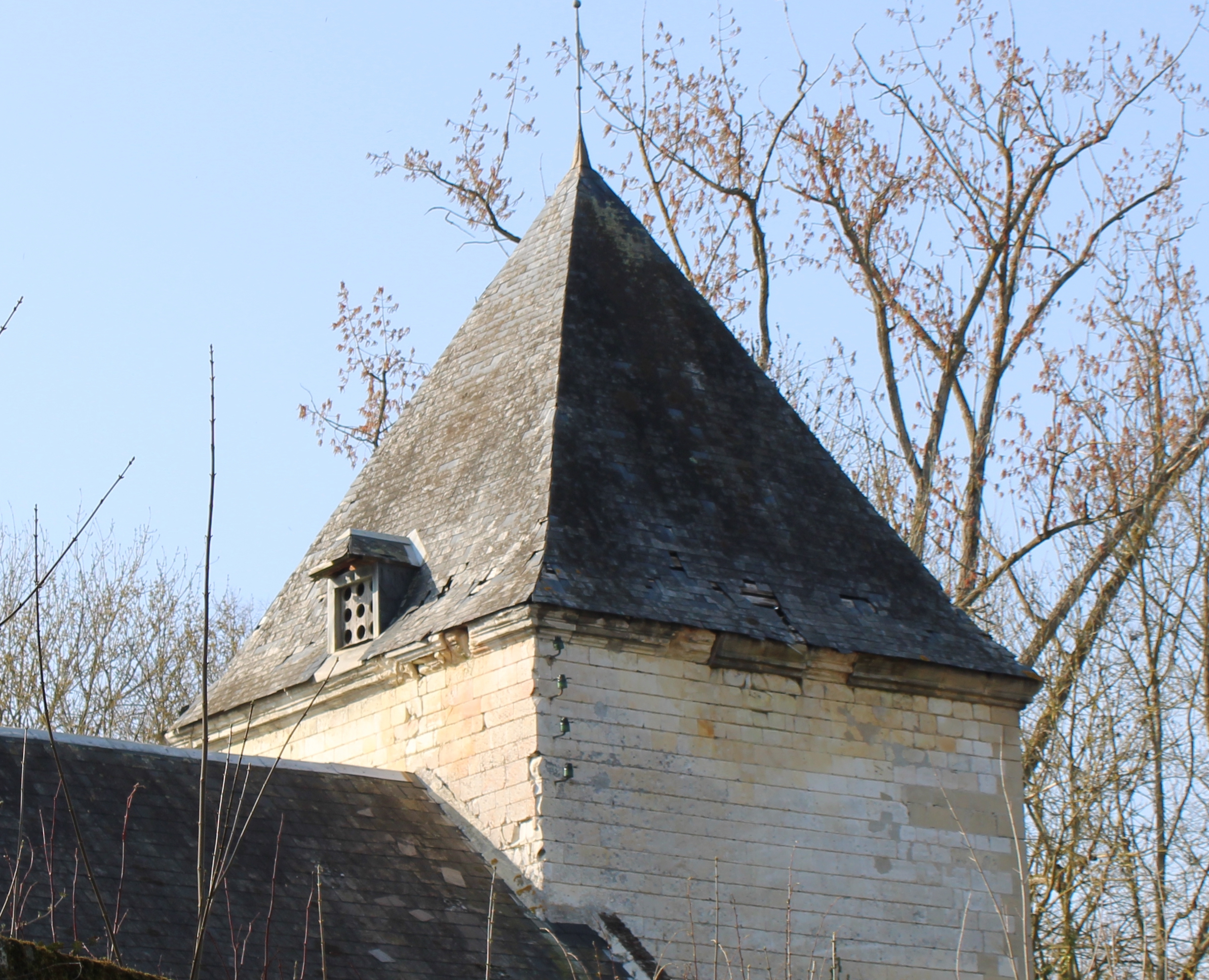
Le pigeonnier du château.

## Pour approfondir